# Zofia Posmysz

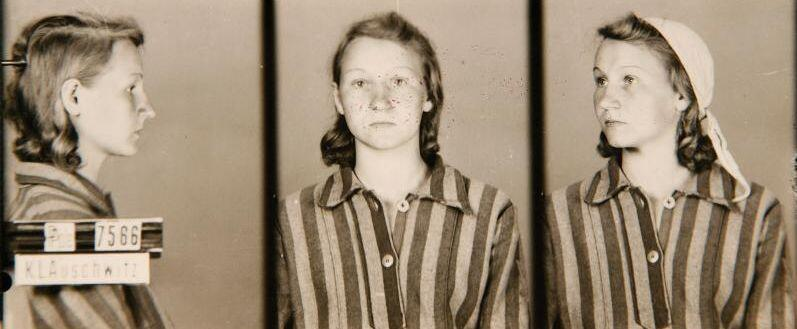
Zofia Posmysz Auschwitzban (SS-adminisztrációs arckép)

Zofia Posmysz-Piasecka (Krakkó, 1923. augusztus 23. –‎ Oświęcim, 2022. augusztus 8.) lengyel újságíró, regényíró és író. A második világháborúban ellenállóként harcolt, és túlélte az auschwitzi és a ravensbrücki koncentrációs táborban való fogságot. A megszállt Lengyelországban elszenvedett holokausztról szóló önéletrajzi beszámolója, a Pasażerka z kabiny 45 (A 45-ös kabin utasa) lett az alapja az 1962-es Pasażerka című regényének (magyar fordításban: Egy nő a hajón), amelyet később 15 nyelvre fordítottak le. Az eredeti rádiójátékból díjnyertes játékfilm készült, a regényből pedig Mieczysław Weinberg zenéjével azonos című opera.

## Fiatalkora
Krakkóban született, és ott élt Lengyelország 1939-es megszállásáig. A megszállás alatt titkos tanfolyamokon vett részt és egy kábelgyárban dolgozott. A Gestapo 1942-ben, 19 évesen letartóztatta, náciellenes röplapok terjesztésével vádolták. Hat hétig tartották fogva a krakkói Montelupich börtönben. Hosszas kihallgatás után kísérettel az auschwitz-birkenaui koncentrációs táborba szállították. A Budyban egy büntető vállalatnál végzett nehéz munkára ítélték, de a tábor orvosa, Janusz Mąkowski kétszer is megmentette. 1945. január 18-án Posmysz (7566-os számú fogoly) a ravensbrücki koncentrációs táborba, majd onnan a Neustadt-Glewe-i szatellit táborba került, ahonnan 1945. május 2-án az amerikai hadsereg szabadította fel.

## Háború utáni élete
A második világháború után a Varsói Egyetemen tanult, majd a Polskie Radio kulturális osztályán dolgozott. 1959-ben rádiójátékot írt Pasażerka z kabiny 45 (Utas a 45-ös kabinból) címmel, amely a náci koncentrációs táborokban töltött időszak emlékein alapul. A darabot még ugyanebben az évben bemutatta a Lengyel Rádió Aleksandra Śląska és Jan Świderski főszereplésével. Posmysz 1960-ban adaptálta a televízió számára. A műsort Andrzej Munk rendezte, a főszerepekben Ryszarda Hanin, Zofia Mrozowska és Edward Dziewoński látható. A Pasażerka z kabiny 45 újszerű és szokatlan volt a holokauszt-irodalom műfajában, mert egy hűséges SS Aufseherint ábrázolt, Annelise Franzot, aki Posmysz auschwitzi munkaszolgálatának részletét irányította, és aki mindazonáltal alapvető emberi magatartást tanúsított a foglyokkal szemben.
A film forgatókönyvét Posmysz és Munk írta 1961-ben. Munk nem sokkal később autóbalesetben meghalt. Posmysz nem vett részt az 1963-ban bemutatott film elkészítésében. Ehelyett inkább egy önéletrajzi emlékezetéből származó regény megírására összpontosított. A könyv 1962-ben jelent meg Pasażerka címmel. A regény eseményei egy óceánjárón játszódnak, 16 évvel a háború befejezése után. Az egykori SS Aufseherin (felügyelő), Lisa Kretschmer, férjével együtt utazik, hogy új életet keressen. A sok utas között kiszúrja Martát, egykori rabtársát, akit korábban etetett és védett a veszélyes munkától. Auschwitzban Lisa új szolgálati helyet kapott, és felajánlotta Martának, hogy elviszi őt a táborból egy kevésbé veszélyes helyre, ahol őrizetben van, de hiába. A regény végén megtudja, hogy Marta is felismerte őt. Nevezetesen, az eredeti rádiójátékban a címadó „45-ös fülke” Posmysz fülkeszáma volt az Auschwitzba tartó vonaton; az óceánjáró utazás a történeten belüli történet irodalmi eszközeként szolgált. Az utas című regénynek (magyar fordításban: Egy nő a hajón) nincs angol fordítása.
Amikor XVI. Benedek pápa 2006-ban ellátogatott az auschwitzi emlékműhöz, a túlélő rabok között üdvözölte őt. 2015-ben Posmysz egyike volt annak a 19 auschwitzi túlélőnek, akik a Der Spiegel Die letzten Zeugen (Az utolsó tanúk) című dokumentumfilmje számára készített riportot.
Posmysz 2022. augusztus 8-án, 98 éves korában halt meg Oświęcimben.

### Munka és örökség
Posmysz több mint 30 éven át folyamatosan írt, utolsó megjelent könyvét 73 éves korában írta. Legismertebb 1959-es önéletrajza, az Utas a 45-ös kabinban (Pasażerka z kabiny 45), amelyből Andrzej Munk, a sztálinizmus utáni Lengyelország egyik legbefolyásosabb művésze, Az utas című televíziós színdarabot és filmet készítette. A rendező 1961-ben, a vetítés közben meghalt, de a filmet asszisztensei, Andrzej Brzozowski és Witold Lesiewicz rendezők befejezték, és először 1963-ban mutatták be. Posmysz regénye lett az alapja Alekszandr Medvegyev librettójának Mieczysław Weinberg 1968-as operájához, Az utas (Op. 97) című operához. A több mint 40 évig elhallgatott művet 2010. július 21-én mutatták be először a Bregenzi Fesztiválon, majd ugyanezt a produkciót a varsói Nagyszínházban is bemutatták. Weinberg operáját 2015. február 24-én mutatta be a Lyric Opera of Chicago, Marta szerepében Amanda Majeski szoprán énekesnővel. A Die Passagierin-t a Frankfurti Opera 2015 márciusában állította színpadra Leo Hussain vezényletével.
A Pasażerka című regényt 15 nyelvre fordították le, köztük németre Die Passagierin címmel Peter Ball, 1969-ben a Verlag Neues Leben kiadónál jelent meg, 2010-ben pedig Book on demand (harmadik kiadás) adta ki.

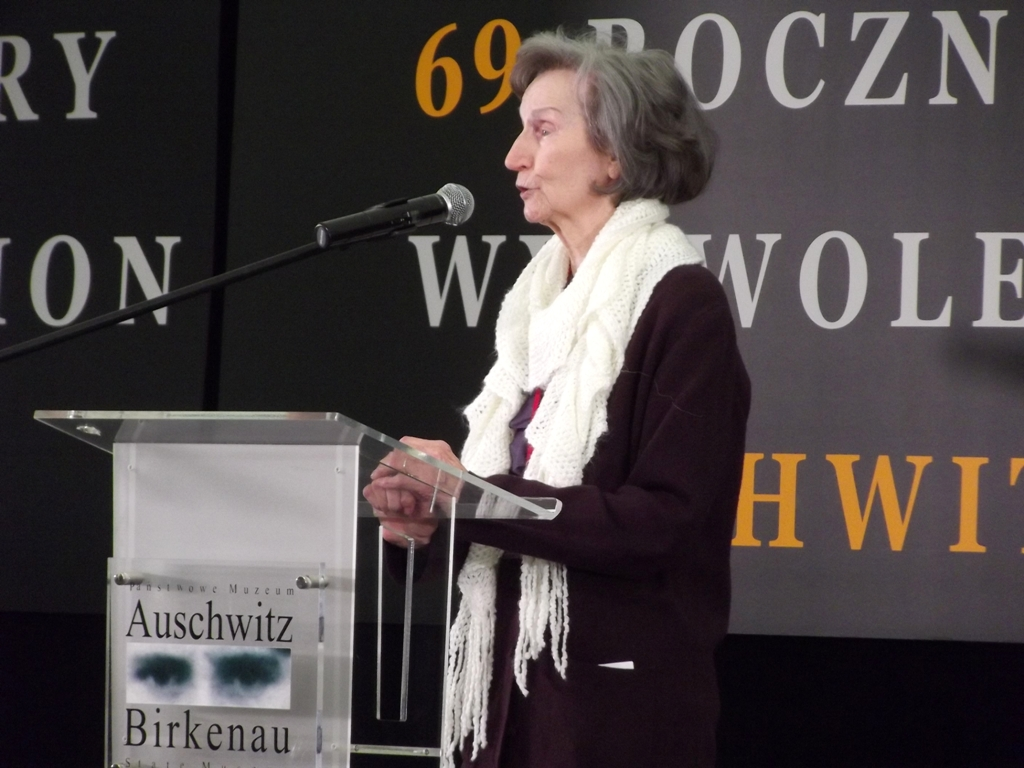
Zofia Posmysz beszédet mond a láger felszabadításának évfordulóján az Auschwitz-Birkenau Állami Múzeumban 2014. január 27-én tartott konferencián

## Művei
- Znam katów z Belsen… (1945)[25][26]
- Pasażerka z kabiny 45 (1959)[26][27]
- Pasażerka (regény, 1962)[26][28]
- Przystanek w lesie (novellák, 1965)[29]
- Cierpkie głogi (forgatókönyv, 1966)[30]
- Mały (forgatókönyv, 1970)[30]
- Wakacje nad Adriatykiem (1970)[31]
- Mikroklimat (1975)[32]
- Drzewo do drzewa podobne (1977)[33]
- Miejsce na ścianie (1977)
- Cena (1978)[34]
- Człowiek spod kaloryfera (1980)
- Ten sam doktor M. (1981)[35]
- Wdowa i kochankowie (1988)[36]
- Do wolności, do śmierci, do życia (1996)[37]
- Chrystus oświęcimski (2011)
- Królestwo za mgłą. Z autorką Pasażerki rozmawia Michał Wójcik (2017)
- Jeszcze słychać gwizd parowozu… (2019)
- Czy to temat? Dramaty (2020)

### Magyarul megjelent
- Egy nő a hajón (Pasażerka) – Európa, Budapest, 1963 · fordította: Mészáros István

## Díjai
- 1964: Lengyelország Újjászületése érdemrend lovagja[38]
- 1970: Lengyelország Újjászületése érdemrend tisztje[38]
- 1976: A Lengyel Rádió és Televízió Bizottságának díja a rádiójátékok terén elért kiemelkedő eredményekért[38]
- 2007: Witold Hulewicz(wd)-díj[38]
- 2008: A lengyel kulturális miniszter díja a kulturális örökség területén elért kiemelkedő eredményekért[38]
- 2012: A Német Szövetségi Köztársaság Érdemrendje(wd)[39]
- 2015: A Deutsch-Polnische Gesellschaft Bundesverband DIALOG-díja[40]
- 2020: Fehér Sas-rend (Lengyelország)[41]

## Fordítás
- Ez a szócikk részben vagy egészben  a   Zofia Posmysz című angol Wikipédia-szócikk fordításán alapul.  Az eredeti cikk szerkesztőit annak laptörténete sorolja fel. Ez a jelzés csupán a megfogalmazás eredetét és a szerzői jogokat jelzi, nem szolgál a cikkben szereplő információk forrásmegjelöléseként.